# سباق طواف فرنسا 1994
سباق طواف فرنسا 1994 من سلسلة سباقات سباق طواف فرنسا. أقيم هذا السباق في تاريخ 2 يوليو - 24 يوليو، 1994 على 21+Prologue مراحل. بعد مرور 103 ساعة و38 دقيقة و38 ثانية وبعد طي 3978.7 كم بمتوسط 37.831 كم في الساعة فاز بالميدالية الذهبية ميغيل إندوراين من إسبانيا، فيما حصد بيتر اوغروموف من لاتفيا الميدالية الفضية، وكانت الميدالية البرونزية من نصيب ماركو بانتاني من إيطاليا.

## الميداليات
| ذهب                      | فضة                    | برونز                   |
| ميغيل إندوراين - إسبانيا | بيتر اوغروموف - لاتفيا | ماركو بانتاني - إيطاليا |